# Gesnerijevke
Gesnerijevke (lat. Gesneriaceae), biljna porodica iz reda medićolike (Lamiales) koja svoje ime dobiva po rodu gesneria, a on po švicarskom botaničaru i liječniku Conradu Gesneru. Porodica obuhvaća 3 potporodice s 3872 vrste koje rastu uglavnom u suptropskim i tropskim predjelima Amerike, Afrike i južne Azije.
Većina vrsta su vazdazeleni polugrmovi, grmovi i manja stabla. Neke gesnerijevke postale su omiljene kao kućno bilje, na pr. afrička ljubica (Saintpaulia). Gesnerija (Gesneria) je također popularna a odlikuje se sočnim dlakavim lišćem i vatreno crvenim cvjetovima.

## Opis
Gesneriaceae, jedna od 23 porodice u redu cvjetnica Lamiales, koji se sastoji od 147 rodova i oko 3200 vrsta uglavnom tropskih i suptropskih zeljastih ili blago drvenastih biljaka. Mnoge su od gospodarske važnosti kao hortikulturni ukrasi. Među njima su afričke ljubičice (Saintpaulia) i gloksinije (Sinningia speciosa).
Porodica se odlikuje obostrano simetričnim, dvospolnim cvjetovima, od kojih svaki ima dvousni vjenčić od pet sraslih latica; peterokraka čaška (sepals); dva ili četiri, rijetko pet, prašnika koji su međusobno lagano spojeni ili u paru; i gornji ili djelomično donji jajnik (tj. smješten iznad mjesta pričvršćivanja ostalih dijelova cvijeta ili malo ispod njih) s jednom komoricom u kojoj se stvaraju brojne male sjemenke na stijenkama jajnika (parijetalna placentacija).

## Afiniteti Gesneriaceae
Tradicionalno, Gesneriaceae se smatra najbližim srodnikom Scrophulariaceae (porodici strupnikovki) i smatralo se da predstavljaju tropski pandan te porodice u biti umjerenog podneblja. Međutim, niti jedna podskupina obiju porodica nije se mogla identificirati kao posebno blisko povezana. Uvođenjem molekularnih metoda u sistematiku biljaka (i Gesneriaceae) slika se bitno promijenila.
Prvo, utvrđeno je da Scrophulariaceae predstavljaju umjetnu (nemonofiletsku) skupinu. Prva skupina odvojena od Scrophulariaceae kao zasebna porodica bile su Kalceolarijevke (Calceolariaceae Olmstead et al. 2001). Nekoliko drugih porodica, kao što su Plantaginaceae, Phrymaceae, Linderniaceae, Paulowniaceae, Schlegeliaceae i Stilbaceae, a slijedile su, a polu- i holoparazitski pripadnici Scrophulariacee pripisani su u volovotkovke (Orobanchaceae) (Schäferhoff et al. 2010, Red. tamo citirano). Opet, nijedna od ovih pofrodica nije bila blisko povezana s Gesneriaceae - s jednom iznimkom: Calceolariaceae.
To se, zajedno s izoliranim i monospecifičnim rodom Sanango (do sada različito pripisivan u  Loganiaceae, Buddlejaceae i Scrophulariaceae), pokazalo kao sestrinska skupina Gesneriaceae. Štoviše i prilično iznenađujuće, položaj Calceolariaceae, Sanango i Gesneriaceae je pronađen u osnovi reda Lamiales ("Basal Lamiales"), a samo su se Plocospermataceae, Tetrachondraceae, Oleaceae i Peltanthera (prije uključene u Loganiaceae) razlikovale ranije. Nasuprot tome, položaj Scrophulariaceae i njegovih zasebnih porodica pronađen je na različitim mjestima unutar "Core Lamiales".
Sanango su već pripisali Wiehler (1994) i Smith et al. (1997) u Gesneriaceae, konkretno plemenu Gesnerieae. Smještanje u Gesnerieae očito je pogrešno i nisu ga prihvatili drugi istraživači. Bez obzira na to, sestrinski položaj Gesneriaceae [Sanango + (Gesneriopideae + Didymocarpoideae)] u cjelini i nekoliko morfoloških karakteristika sugeriraju uključivanje u Gesneriaceae. Stoga Weber et al. (2013) uključili su Sanango u Gesneriaceae, prepoznajući ga na rangu treće, monogeneričke i monospecifične potporodice.
Bilo je nekih rasprava da se Calceolariaceae (pa čak i Peltanthera) također uključe u Gesneriaceae, ali postoje dobri razlozi da ih se odvoji. U svakom slučaju, jasno je da je porodicaCalceolaria sljedeća povezana s Gesneriaceae.

## StarostGesneriaceaei glavnih podskupina
Informacije o konkretnim vremenskim podacima odnose se na dva vremenska događaja: starost "krunskog čvora" (najnovijeg zajedničkog pretka uzorkovanog taksona klade od interesa) i starosti "stabljičnog čvora" (najnovijeg zajedničkog pretka interesne klade plus njegoa sestrinska klada). U stvarnosti, "čvorovi" nisu usko ograničeni vremenski događaji, već srednje vrijednosti ± širokih vremenskih raspona.
Prvi koji su uključili Gesneriaceae u molekularnu filogenetsku analizu datiranja – koja se odnosi na “asteridne cvjetnice” (“Asteride” + “Euasteride” + “Lamiide”; potonji sadrže red Lamiales s Gesneriaceae) – bili su Bremer et al. (2004). Izračunali su da su Gesneriaceae (u njihovom tradicionalnom smislu, to jest s izuzetkom Sananga) nastale između 70 i 80 milijuna godina (dob stabljike: 78 milijuna godina, starost krune: 71 milijuna godina).
Nedavno su mnogo detaljniju analizu, s fokusom na neotropske Gesneriaceae, pružili Perret et al. (2012). Za Gesneriaceae (u njihovom tradicionalnom smislu) predlažu starost kasnog paleocena/eocena, sa starošću stabljike od (45,1-) 57,5 (-68,1) i starošću krune (37,1-) 44,7 (60,5) milijuna godina prije. Uključivanje Sananga ne samo da proširuje morfološki koncept, već također značajno utječe na procjenu starosti porodice. Pomiče podrijetlo porodice u paleocen (dob stabljike oko 63 milijuna godina prije, dob krune oko 58 m. godina prije).
Prema Perretu et al. (2013.), razdvajanje između Gesnerioideae i Didymocarpoideae vjerojatno je bilo u srednjem eocenu, sa starošću stabljike od ca. 44,7 i dob krune ca. 36,2 milijuna godina. Unutar Gesnerioideae, pleme Coronanthereae odvojilo se rano (dob stabljike oko 34,3 milijuna godina), ali je doseglo svoju dob krune tek oko 10 milijuna godina, u srednjem miocenu.
Noviji radovi (Petrova et al. 2015, Roalson i Roberts 2016), međutim, sugeriraju višu starost Gesneriaceae. Rad Petrove et al. (2015) fokusira se na europske Gesneriaceae, posebno na Haberlea. Starost tradicionalnih Gesneriaceae (isključujući Sanango) navedena je s (67-) 65,5 (-55) milijuna godina prije. Uključivanje Sananga rezultira starošću od otprilike 85 milijuna godina. Što se tiče europskih Gesneriaceae (Didymocarpoideae-Trichosporeae-Ramondinae; obuhvaća Ramonda, Jancaea i Haberlea), starost stabljike navedena je s ca. 33 milijuna godina prije i krune s ca. 25 milijuna godina prije. To znači da europski rodovi Gesneriaceae imaju tercijarno podrijetlo u ranom oligocenu. Loza Haberlea pojavila se u kasnom oligocenu.
Razlozi zašto se podaci o vremenu znatno razlikuju u različitim studijama vjerojatno su posljedica metoda i strategija uzorkovanja koje su koristili različiti autori (vidi raspravu u Roalson i Roberts 2016.).

## Potporodice i rodovi
1. Familia Gesneriaceae Rich. & Juss. (3872 spp.)
  1. Subfamilia Sanangoideae A. Weber, J. L. Clark & Mich. Möller
    1. Sanango Bunting & Duke (1 sp.)

  2. Subfamilia Gesnerioideae Burnett
    1. Tribus Titanotricheae T. Yamaz. ex W. T. Wang
      1. Titanotrichum Soler. (1 sp.)

    2. Tribus Napeantheae Wiehler
      1. Napeanthus Gardner (17 spp.)

    3. Tribus Beslerieae Bartl.
      1. Subtribus Besleriinae G. Don
        1. Besleria L. (163 spp.)
        2. Gasteranthus Benth. (39 spp.)
        3. Cremosperma Benth. (26 spp.)
        4. Reldia Wiehler (6 spp.)

      2. Subtribus Anetanthiinae A. Weber & J. L. Clark
        1. Cremospermopsis L. E. Skog & L. P. Kvist (3 spp.)
        2. Anetanthus Hiern ex Benth. & Hook. fil. (3 spp.)
        3. Resia H. E. Moore (4 spp.)
        4. Tylopsacas Leeuwenb. (1 sp.)
        5. Shuaria D. A. Neill & J. L. Clark (1 sp.)

    4. Tribus Coronanthereae Fritsch
      1. Subtribus Coronantherinae Fritsch
        1. Coronanthera Vieill. ex C. B. Clarke (11 spp.)
        2. Rhabdothamnus A. Cunn. (1 sp.)

      2. Subtribus Mitrariinae Hanst.
        1. Mitraria Cav. (1 sp.)
        2. Sarmienta Ruiz & Pav. (1 sp.)
        3. Asteranthera Klotzsch & Hanst. (1 sp.)
        4. Fieldia A. Cunn. (1 sp.)

      3. Subtribus Negriinae V. L. Woo, J. F. Sm. & Garn.-Jones
        1. Depanthus S. Moore (2 spp.)
        2. Bopopia Munzinger & J.R.Morel (1 sp.)
        3. Negria F. Muell. (1 sp.)
        4. Lenbrassia G. W. Gillett (1 sp.)

    5. Tribus Gesnerieae Dumort.
      1. Subtribus Gesneriinae Oerst.
        1. Bellonia L. (2 spp.)
        2. Pheidonocarpa L. E. Skog (1 sp.)
        3. Gesneria L. (54 spp.)
        4. Rhytidophyllum Mart. (23 spp.)

      2. Subtribus Gloxiniinae G. Don
        1. Gloxinia L’Hér. (5 spp.)
        2. Gloxiniopsis Roalson & Boggan (1 sp.)
        3. Seemannia Regel (4 spp.)
        4. Monopyle Moritz ex Benth. & Hook. fil. (25 spp.)
        5. Diastema Benth. (18 spp.)
        6. Gloxinella (H. E. Moore) Roalson & Boggan (1 sp.)
        7. Kohleria Regel (24 spp.)
        8. Pearcea Regel (19 spp.)
        9. Achimenes Pers. (26 spp.)
        10. Eucodonia Hanst. (2 spp.)
        11. Smithiantha Kuntze (6 spp.)
        12. Nomopyle Roalson & Boggan (2 spp.)
        13. Niphaea Lindl. (3 spp.)
        14. Moussonia Regel (22 spp.)
        15. Solenophora Benth. (15 spp.)
        16. Amalophyllon Brandegee (14 spp.)
        17. Phinaea Benth. (3 spp.)
        18. Heppiella Regel (4 spp.)
        19. Chautemsia A. O. Araujo & V. C. Souza (1 sp.)
        20. Mandirola Decne. (3 spp.)
        21. Goyazia Taub. (3 spp.)

      3. Subtribus Columneinae Hanst.
        1. Nautilocalyx Linden (39 spp.)
        2. Centrosolenia Benth. (15 spp.)
        3. Chrysothemis Decne. (10 spp.)
        4. Paradrymonia Hanst. (17 spp.)
        5. Trichodrymonia Oerst. (29 spp.)
        6. Pagothyra (Leeuwenb.) J. F. Sm. & J. L. Clark (1 sp.)
        7. Crantzia Scop. (4 spp.)
        8. Glossoloma Hanst. (30 spp.)
        9. Alloplectus Mart. (8 spp.)
        10. Drymonia Mart. (82 spp.)
        11. Columnea L. (218 spp.)
        12. Corytoplectus Oerst. (12 spp.)
        13. Neomortonia Wiehler (1 sp.)
        14. Pachycaulos J. L. Clark & J. F. Sm. (2 sp.)
        15. Alsobia Hanst. (4 spp.)
        16. Episcia Mart. (9 spp.)
        17. Christopheria J. F. Sm. & J. L. Clark (1 sp.)
        18. Rufodorsia Wiehler (4 spp.)
        19. Oerstedina Wiehler (2 spp.)
        20. Cobananthus Wiehler (1 sp.)
        21. Nematanthus Schrad. (32 spp.)
        22. Lesia J. L. Clark & J. F. Sm. (2 spp.)
        23. Codonanthe (Marloth) Hanst. (9 spp.)
        24. Codonanthopsis Mansf. (15 spp.)
        25. Rhoogeton Leeuwenb. (2 spp.)
        26. Cremersia Feuillet & L. E. Skog (1 sp.)
        27. Lampadaria Feuillet & L. E. Skog (1 sp.)
        28. Lembocarpus Leeuwenb. (1 sp.)

      4. Subtribus Sphaerorhizinae A. Weber & J. L. Clark
        1. Sphaerorrhiza Roalson & Boggan (4 spp.)

      5. Subtribus Ligeriinae Hanst.
        1. Sinningia Nees (77 spp.)
        2. Paliavana Vell. ex Vand. (6 spp.)
        3. Vanhouttea Lem. (9 spp.)

  3. Subfamilia Didymocarpoideae Arn.
    1. Tribus Epithemateae C. B. Clarke
      1. Subtribus Loxotidinae G. Don
        1. Rhynchoglossum Blume (16 spp.)

      2. Subtribus Monophyllaeinae A. Weber & Mich. Möller
        1. Monophyllaea Bennet & R. Br. (38 spp.)
        2. Whytockia W. W. Sm. (8 spp.)

      3. Subtribus Loxoniinae A. DC.
        1. Loxonia Jack (2 spp.)
        2. Stauranthera Benth. (7 spp.)
        3. Gyrogyne W. T. Wang (1 sp.)

      4. Subtribus Epithematinae DC. ex Meisn.
        1. Epithema Blume (24 spp.)

    2. Tribus Trichosporeae Nees
      1. Subtribus Jerdoniinae A. Weber & Mich. Möller
        1. Jerdonia Wight (1 sp.)

      2. Subtribus Corallodiscinae A. Weber & Mich. Möller
        1. Corallodiscus Batalin (4 spp.)

      3. Subtribus Tetraphyllinae A. Weber & Mich. Möller
        1. Tetraphylloides Doweld (3 spp.)

      4. Subtribus Leptoboeinae C. B. Clarke
        1. Leptoboea Benth. (2 spp.)
        2. Radiaticorollarus Y. G. Wei, F. Wen & Lei Cai
        3. Boeica T. Anderson ex C. B. Clarke (16 spp.)
        4. Rhynchotechum Blume (21 spp.)
        5. Platystemma Wall. (1 sp.)
        6. Beccarinda Kuntze (8 spp.)
        7. Championia Gardner (1 sp.)

      5. Subtribus Ramondinae DC. ex Meisn.
        1. Haberlea Friv. (1 sp.)
        2. Ramonda Rich. (3 spp.)

      6. Subtribus Litostigminae A. Weber & Mich. Möller
        1. Litostigma Y. G. Wei, F. Wen & Mich. Möller (4 spp.)

      7. Subtribus Streptocarpinae Ivanina
        1. Streptocarpus Lindl. (188 spp.)

      8. Subtribus Didissandrinae A. Weber & Mich. Möller
        1. Didissandra C. B. Clarke (9 spp.)
        2. Michaelmoelleria F. Wen, Y. G. Wei & T. V. Do (1 sp.)
        3. Tribounia D. J. Middleton (2 spp.)

      9. Subtribus Loxocarpinae A. DC.
        1. Middletonia C. Puglisi (6 spp.)
        2. Dorcoceras Bunge (6 spp.)
        3. Boea Comm. ex Lam. (12 spp.)
        4. Damrongia Kerr ex Craib (11 spp.)
        5. Paraboea (C. B. Clarke) Ridl. (156 spp.)
        6. Orchadocarpa Ridl. (1 sp.)
        7. Emarhendia Kiew, A. Weber & B. L. Burtt (1 sp.)
        8. Loxocarpus Benn. & R. Br. (23 spp.)
        9. Senyumia Kiew, A. Weber & B. L. Burtt (2 spp.)
        10. Spelaeanthus Kiew, A. Weber & B. L. Burtt (1 sp.)
        11. Ornithoboea Parish ex C. B. Clarke (18 spp.)
        12. Kaisupeea B. L. Burtt (3 spp.)
        13. Rhabdothamnopsis Hemsl. (1 sp.)
        14. Somrania D. J. Middleton (3 spp.)

      10. Subtribus Didymocarpinae G. Don
        1. Rachunia D. J. Middleton & C. Puglisi (1 sp.)
        2. Microchirita (C. B. Clarke) Yin Z. Wang (48 spp.)
        3. Codonoboea Ridl. (132 spp.)
        4. Henckelia Spreng. (85 spp.)
        5. Aeschynanthus Jack (184 spp.)
        6. Oreocharis Benth. (157 spp.)
        7. Metapetrocosmea W. T. Wang (11 sp.)
        8. Agalmyla Blume (96 spp.)
        9. Billolivia D. J. Middleton (17 spp.)
        10. Conandron Siebold & Zucc. (1 sp.)
        11. Ridleyandra A. Weber & B. L. Burtt (30 spp.)
        12. Hexatheca C. B. Clarke (4 spp.)
        13. Cyrtandra J. R. Forst. & G. Forst. (674 spp.)
        14. Sepikea Schltr. (1 sp.)
        15. Cyrtandropsis Lauterb. (17 spp.)
        16. Didymostigma W. T. Wang (2 spp.)
        17. Cathayanthe Chun (1 sp.)
        18. Liebigia Endl. (12 spp.)
        19. Gyrocheilos W. T. Wang (6 spp.)
        20. Allocheilos W. T. Wang (5 spp.)
        21. Didymocarpus Wall. (113 spp.)
        22. Primulina Hance (239 spp.)
        23. Petrocodon Hance (51 spp.)
        24. Raphiocarpus Chun (18 spp.)
        25. Briggsiopsis K. Y. Pan (1 sp.)
        26. Glabrella Mich. Möller & W. H. Chen (4 spp.)
        27. Pseudochirita W. T. Wang (2 spp.)
        28. Allostigma W. T. Wang (1 sp.)
        29. Chayamaritia D. J. Middleton & Mich. Möller (3 spp.)
        30. Petrocosmea Oliv. (68 spp.)
        31. Anna Pellegr. (4 spp.)
        32. Lysionotus D. Don (35 spp.)
        33. Loxostigma C. B. Clarke (14 spp.)
        34. Hemiboea C. B. Clarke (45 spp.)

## Vanjske poveznice
- Gesneriaceae Resource Centre, The classification of Gesneriaceae
- The Genera of Gesneriaceae